# Beslerieae
Beslerieae, tribus gesnerijevki, dio potporodice Gesnerioideae. Sastoji se od dva podtribusa s 9 rodova.

## Sistematika
1. Subtribus Besleriinae G. Don
  1. Besleria L. (168 spp.)
  2. Gasteranthus Benth. (39 spp.)
  3. Cremosperma Benth. (26 spp.)
  4. Reldia Wiehler (6 spp.)
2. Subtribus Anetanthinae A. Weber & J. L. Clark
  1. Cremospermopsis L. E. Skog & L. P. Kvist (3 spp.)
  2. Anetanthus Hiern ex Benth. & Hook.f. (3 spp.)
  3. Resia H. E. Moore (4 spp.)
  4. Tylopsacas Leeuwenb. (1 sp.)
  5. Shuaria D. A. Neill & J. L. Clark (1 sp.)